# Dendronephthya featherensis
Dendronephthya featherensis är en korallart som beskrevs av Verseveldt 1977. Dendronephthya featherensis ingår i släktet Dendronephthya och familjen Nephtheidae. Inga underarter finns listade i Catalogue of Life.